# 新兴桥
39°54′25″N 116°18′37″E / 39.9069849°N 116.3103499°E
新兴桥位于北京市海淀区羊坊店街道公主坟，是复兴路（东西向）和西三环中路（南北向）交汇处的一座立交桥。该桥为一座三层互通式立交桥，桥长510米，宽36.0米。于1994年建成，常被误称为“公主坟桥”。桥下有公主坟地铁站。

## 相关事件
2023年12月26日11时56分，一辆北京公交368路公交车在行驶至新兴桥时突然撞向三环主路新兴桥隔离墙，并冲向三环主路对向车道，与多辆小轿车和另一辆368路公交车刮蹭，造成两名乘客轻微擦伤，三环主路对向车道多辆汽车均不同程度受损。经调查，事故系公交车驾驶员突然晕倒引发，车内乘务管理员见状第一时间将车辆制动。